# 夜の道
『夜の道』（よるのみち、Night Passage）は1957年のアメリカ合衆国の映画。ノーマン・A・フォックス原作の西部小説を脚色し、映画化している。
出演はジェームズ・ステュアートなど。

## キャスト
| 役名                 | 俳優                      | 日本語吹替     | 日本語吹替 |  |
| 役名                 | 俳優                      | NET版          | ソフト版   |  |
| -------------------- | ------------------------- | -------------- | ---------- |  |
| グラント・マクレーン | ジェームズ・ステュアート  | 浦野光         | 野島昭生   |  |
| ウティカ・キッド     | オーディ・マーフィ        | 愛川欽也       | 草尾毅     |  |
| ホワイティ・ハルビン | ダン・デュリエ            | 加茂嘉久       | 牛山茂     |  |
| シャーロット         | ダイアン・フォスター      | 花形恵子       | 本田貴子   |  |
| ジョーイ・アダムス   | ブランドン・デ・ワイルド  | 北条美智留     | 高乃麗     |  |
| ヴァーナ・キンブル   | エレーヌ・スチュワート    | 小原乃梨子     | 金野恵子   |  |
| ベン・キンボール     | ジェイ・C・フィリッペン   | 溝井哲夫       |            |  |
| トウガソン           |                           | 松岡文雄       |            |  |
| ハウディ             | トミー・クック            | 八代駿         |            |  |
| コンチョ             | ロバート・J・ウィルク     | 日笠潤一       | 斎藤志郎   |  |
| ダスティ             | ジャック・C・ウィリアムズ | 仲野宏         |            |  |
| ジェフ               | ヒュー・ボーモント        | 村越伊知郎     | 中田和宏   |  |
| ヴィトル             | オリーブ・ケアリー        | 月まち子       |            |  |
| ラティーゴ           | ジョン・ダハイム          | 嶋俊介         | 田原アルノ |  |
| フィーニー夫人       | エレン・コービー          | 遠藤晴         |            |  |
| レナー               | ハーバート・アンダーソン  | 杉浦宏策       |            |  |
| リンダ               | パッツィ・ノヴァク        | 畠山洋子       |            |  |
| バーリー             |                           | 園田裕久       | 田原アルノ |  |
| ティム               | ジェームズ・フラビン      | 村松康雄       | 宝亀克寿   |  |
| その他               | N/A                       | 内海賢二       |            |  |
|                      |                           |                |            |  |
| 翻訳                 | 翻訳                      | 篠原慎         |            |  |
| 演出                 | 演出                      | 高木謙         |            |  |
| 製作                 | 製作                      | グロービジョン |            |  |

- NET版：放送日1968年8月10日「土曜西部劇」※テレビ放映題：『西部の風来坊』
- ソフト版：初出2012年5月9日発売のDVD

## スタッフ
- 監督：ジェームズ・ニールソン
- 製作：アーロン・ローゼンバーグ
- 原作：ノーマン・A・フォックス
- 脚本：ボーデン・チェイス
- 撮影：ウィリアム・H・ダニエルズ
- 音楽：ディミトリ・ティオムキン